# ヴェルティエールの戦い
ヴェルティエールの戦い(Battle of Vertières)は、第二次ハイチ独立戦争の最後の大規模な戦いで、フランソワ・カポワの率いるハイチ革命の最後を飾る戦いである。ハイチ反乱軍とフランス遠征軍の間で、1803年11月18日に戦われた。戦いの場となったヴェルティエールは、ハイチのカパイシャンにある。1803年10月末までには、ハイチ反乱軍は既にほぼ全ての領土をフランスから取り返しており、フランス軍に残された場所は、ノアイユ公の守るモール・サン・ニコラ郡とロシャンボー子爵が5000人の部隊を率いて守るカプ＝フランソワだけになっていた。

## 戦い
トゥーサン・ルーヴェルチュールが1802年に国外追放になった後、トゥーサンの補佐官の1人であったジャン＝ジャック・デサリーヌが戦いを続けた。
デサリーヌは、ヴェルティエールの戦いの前に何度もフランス軍を破った。1803年11月17日から18日にかけての夜間、ハイチ軍はブレダ砦を陥落させるために銃を配置した。ここは、トゥーサンがフランソワ・カポワの下で御者として働いていた場所だった。フランス軍がトランペットで危機を知らせると、ハイチ軍のクレルボーが最初の一発を打った。左方の砦から弾の嵐が降ってきたが、大きな馬に乗ったカポワは、彼の半旅団を前進させた。シャリエまでの経路は、ヴェルティエールの銃の下、長い渓谷が続いていた。フランス軍の銃は、ハイチ軍の多くの兵を殺したが、生き残った兵は屍をよじ登り、歌った。カポワの馬も撃たれてよろめき、倒れ、鞍からカポワを投げ出した。カポワは自身で立ち直り、剣を抜き、頭上で振り回して走りながら「前へ！前へ！」と叫んだ。
ロシャンボーはヴェルティエールの城壁からこれを見ていた。カポワが前進すると、フランス軍の銃撃が突然やんだ。突然、戦闘が停止した。フランス軍の将校は馬に乗り、恐れを知らないカポワに近づいた。彼は大声で「ロシャンボー将軍は、このような栄光に包まれた将軍に賛辞を贈る！」と叫んだ。その後、彼はハイチ軍の兵士に敬礼して元の位置に戻り、戦闘は再開した。デサリーヌ将軍は、最も若い将軍であるガバールに率いられた増援部隊を送り、ロシャンボーの護衛の擲弾兵であるジャン＝フィリップ・ダウトは最後の攻撃部隊を組織した。しかし、マスケット銃を手にフランス軍と最後まで戦ったガバール、カポワ、クレルボーは、決定的な反撃を加えた。
突然、戦場に雷が落ちた。嵐の中、ロシャンボーはヴェルティエールから軍を引き上げた。彼は敗れ、フランスがサン＝ドマングを失ったことを知った。

## 戦いの結果
翌朝、ロシャンボーはデサリーヌとの交渉のためにデュベリエを送った。この日の終わりに、降伏文書が締結された。ロシャンボーは、軍の遺品を積み込むために10日間を費やし、サン＝ドマングを離れた。傷ついたフランス兵は、フランスに帰れる程度に回復するまで、管理下で残されたが、数日後に溺死した。
この戦いから2ヶ月も経たない1804年1月1日に、デサリーヌはハイチ共和国の独立を宣言し、ハイチ革命を鎮圧し、奴隷制を再興しようとするフランスに最後の一撃を加えた。ヴェルティエールの戦いでは、人類史上初めて奴隷軍が自由を勝ち取るのに成功した。これ以来、11月18日はハイチで「軍と勝利の日」として広く祝われている。